# Amantes y otros extraños
Amantes y otros extraños (Lovers and Other Strangers) es una película cómica de 1970 basada en la obra teatral de Renée Taylor y Joseph Bologna. El reparto incluye a Richard S. Castellano, Gig Young, Cloris Leachman, Anne Jackson, Beatrice Arthur, Bonnie Bedelia, Michael Brandon, Harry Guardino, Anne Meara, Bob Dishy, Marian Hailey, Joseph Hindy, y el debut en el cine de Diane Keaton. También apareció como extra Sylvester Stallone. Tuvo tres nominaciones a los Óscar, ganando el premio a la mejor canción original por For All We Know, y fue uno de los mayores éxitos de taquilla de 1970. Lanzó a la fama a Richard Castellano (que recibió una nominación al Óscar por su interpretación). Él, junto con Diane Keaton, aparecerían posteriormente en El padrino.
Tras ver la película, Richard Carpenter decidió grabar la canción de la escena de la boda, For All We Know, junto a su hermana Karen. «Karen y yo estábamos en Toronto para abrir un espectáculo de Engelbert Humperdinck. Teníamos una noche líbre antes del estreno y nuestro manager Sherwin Bash nos sugirió que viéramos la película Amantes y otros extraños. Nos encantó y nos fijamos en la canción For All We Know, y la grabamos al volver a casa.»
Taylor y Bologna continuaron con un segundo guion al año siguiente, Made for Each Other, que también protagonizaron.

## Argumento
La película se centra en la boda de Mike (Michael Brandon) y Susan (Bonnie Bedelia), entrelazando su historia con las de otras parejas entre sus familiares y amigos. Al inicio de la película, Mike quiere cancelar la boda, diciendo que sería hipócrita por parte de ambos casarse cuando ya llevan viviendo juntos año y medio. Sólo cambia de opinión cuando el padre de Susan, Hal (Gig Young) le cuenta que Susan fue a su primera fiesta de Halloween disfrazada de novia.
En el transcurso de la película, conocemos a:
- Los padres protestantes de Susan, Hal y Bernice (Cloris Leachman). Hal tiene una aventura con la hermana de Bernice, Kathy (Anne Jackson), quien teme de acabar solterona y está usando la boda para conseguir algo más de compromiso de Hal.
- La hermana de Susan, Wilma (Anne Meara) y su marido Johnny (Harry Guardino). Ya padres de dos hijos, Wilma empieza a sentir el peso de los años y echa de menos la pasión que tenían al principio de su matrimonio, mientras Johnny está más interesado en ver Spellbound en la tele que en atender a su mujer.
- El hermano de Mike, Richie (Joseph Hindy) y su mujer Joan (Diane Keaton), que se han hecho "incompatibles" y están considerando divorciarse.
- La dama de honor Brenda (Marian Hailey) y el padrino Jerry (Bob Dishy), a quien Mike y Susan han "enredado" para la boda. Jerry, que se cree a sí mismo un playboy, se pasa la mayor parte del fin de semana intentando liarse con Brenda.
- Los padres italoestadounidenses de Mike, Frank (Richard S. Castellano) y Bea (Beatrice Arthur), que intentan sin descanso convencer a Richie y Joan de que no se divorcien (Castellano, que repetía su papel de la obra de Broadway, recibió una nominación a mejor actor de reparto por este papel).

Todas estas tramas se desenvuelven a lo largo de los ensayos, la boda y la recepción.

## Recepción
La película fue muy popular, consiguiendo siete millones de dólares de ventas en Norteamérica, y un beneficio total de 790 000 dólares.